# Büchenau
Büchenau is een plaats in de Duitse gemeente Bruchsal, deelstaat Baden-Württemberg, en telt 2189 inwoners (2007).